# 翟家乡
翟家乡是中国山东省德州市临邑县下辖的一个乡。

## 行政区划
翟家乡下辖黄集社区,翟家社区、赵家社区、四合社区、于家社区、祝家社区、高家社区、李家社区、谢家社区、宫家社区、韩家社区、马家社区、其中黄集社区能人名人最多。